# Fuhlensee (Strande)
Der Fuhlensee westlich des Ortes Strande im Kreis Rendsburg-Eckernförde ist ein See in Schleswig-Holstein – er befindet sich am Westufer der Kieler Förde nahe Kiel-Schilksee.
Der Fuhlensee hat eine unregelmäßig-ovale Grundform, die von Südwest nach Nordost verläuft. Er hat eine Länge von ca. 600 m und eine maximale Breite von ca. 300 m. Er hat eine Größe von etwa 14,5 ha und ist von einer weiträumigen Niederung umgeben, zu der das sich nach Süden erstreckende Heischer Tal gehört.

## Zuflüsse
Der Fuhlensee hat drei Zuflüsse: von Westen die Dänischenhagener Au bzw. Mühlenaue, von Norden den Abfluss der Seen des Gutes Eckhof und von Süden den 1.500 Meter langen Entwässerungsgraben des Heischer Tals. Die Dänischenhagener Au ist dabei der Hauptzufluss. Sie entwässert die gesamten Gemeinden Dänischenhagen und Felm, Postkamp, insbesondere das Knooper Holz, das Felmer Moor und das Kaltenhofer Moor.

## Abfluss
Im Südosten entwässert der Fuhlensee über die Fuhlenau in die 400 m entfernte Ostsee. Die Fuhlenau ist kurz vor Erreichen der Ostsee verrohrt und fließt zwischen den Spundwänden des Unterbaus der nördlichen Mole des Sportboothafens des Olympiazentrums Schilksee hindurch und mündet ca. 200 m entfernt vom Ufer in die Ostsee.